# Cerodontha fulva
Cerodontha fulva este o specie de muște din genul Cerodontha, familia Agromyzidae, descrisă de Spencer în anul 1977. Conform Catalogue of Life specia Cerodontha fulva nu are subspecii cunoscute.